# Xeromelissa obscura
Xeromelissa obscura là một loài Hymenoptera trong họ Colletidae. Loài này được Toro mô tả khoa học năm 1981.